# Генрих II Мюнстербергский
Генрих II Мюнстербергский (чеш. Jindřich II. Minsterberský, нем. Heinrich II von Münsterberg-Oels; 29 марта 1507 — 2 августа 1548, Берутув) — князь Зембицкий (герцог Мюнстербергский) и Олесницкий (1536—1542), князь Берутувский (1542—1548), титулярный граф Кладский.

## Биография

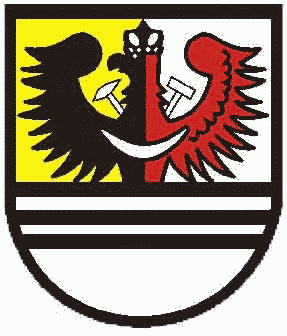
Герб Серебряной Горы 1536 года

Представитель чешской династии Панов из Подебрад. Третий сын Карла I Мюнстербергского, князя Олесницкого и Зембицкого (1476—1536), и его жены Анны Жаганьской (ок. 1480—1541), дочери Иоганна II Безумного, князя Жаганьского. Как и его старший брат, Иоахим, Генрих воспитывался каноником ныским Иоганном Хессом, который позднее стал одним из важных религиозных реформаторов в Силезии.
После смерти Карла I Мюнстербергского в 1536 году Иоахим с младшими братьями Генрихом II, Иоганном и Георгом II получили в совместное владение Зембицкое и Олесницкое княжества в Силезии. Одним из их первых решений было предоставление 25 июня того же года городских прав Серебряной Горе, что было связано с развитием горнодобывающей промышленности в Судетах.
В отличие от своего отца, Генрих и его братья отказались от католичества и приняли лютеранство. В 1537 году братья-соправители изгнали из Зембице католических священников, а на их место приняли лютеранского пастора.
В 1542 году из-за больших долгов князья-соправители Иоахим, Генрих, Иоганн и Георг продали Зембицкое княжество своему дяде, князю Бжегско-Легницкому Фридриху II за 70 тысяч флоринов. Одновременно они разделили оставшиеся отцовские владения. Генрих II получил во владение Берутув с округом, став самостоятельным князем. Старший из братьев, Иоахим Мюнстербергский, избрал церковную карьеру и стал князем-епископом Бранденбургским. Иоганн и Георг сохранили за собой Олесницкое княжество. В течение шести лет своего правления Генрих II расширил замок в Берутуве, пристроив южное крыло.
2 августа 1548 года Генрих II Мюнстербергский скончался и был похоронен в местной приходской церкви.

## Браки и дети
Генрих II Мюнстербергский был дважды женат. 7 февраля 1529 года он женился первым браком на Марии из Пернштейна (ум. 1529), дочери чешского магната и графа Кладского Яна IV из Пернштейна (1487—1548). Первый брак был бездетным, Мария скончалась несколько месяцев спустя после заключения брака.
12 ноября 1537 года он вторично женился на Маргарите Мекленбург-Шверинской (8 апреля 1515 — 30 августа 1559), старшей дочери герцога Генриха V Мекленбургского от второго брака с Еленой Пфальцской (1493—1524). Супруги имели в браке семь детей:
- Анна (29 марта 1539 — 19 марта 1568)
- Саломея (5 апреля 1540 — 16 мая 1567), жена с 1560 года графа Георга фон Турн-и-Таксиса (1538—1592)
- Генрих III (29 апреля 1542 — 10 апреля 1587), князь Берутувский (1565—1574)
- Карл (16 июня 1543 — 23 июля 1543)
- Георг (1544—1556)
- Карл II (25 апреля 1545 — 28 января 1617), князь Олесницкий (1565—1617) и Берутувский (1604—1617)
- Екатерина (4 марта 1548 — 14 декабря 1579), жена Йиржи Берка из Дубе (ум. ок. 1618).